# Hội Nhiếp ảnh Łódź
Hội Nhiếp ảnh Łódź (tiếng Ba Lan: Łódzkie Towarzystwo Fotograficzne, viết tắt là ŁTF) thành lập vào năm 1949, trực thuộc Hội Nhiếp ảnh Ba Lan lúc bấy giờ tại thành phố Łódź.

## Lịch sử
Hội Nhiếp ảnh Łódź được thành lập vào năm 1949 (tiền thân là Câu lạc bộ những người yêu thích Nhiếp ảnh Ba Lan YMCA tại Łódz). Năm 1957, Hội Nhiếp ảnh Łódź có không gian triển lãm riêng là Phòng trưng bày Ảnh Eugeniusz Haneman. Cho đến nay, Phòng trưng bày Ảnh tổ chức vài trăm cuộc triển lãm ảnh; cá nhân và tập thể, mà tác giả là các nhiếp ảnh gia khu vực, trong nước và nước ngoài. Nhiều cuộc triển lãm của thành viên thuộc Hội nhiếp ảnh Łódź được tổ chức theo hình thức cá nhân cũng như tập thể. Hội cong tổ chức Triển lãm Nhiếp ảnh Thường niên ŁTF.
Để thúc đẩy sự sáng tạo trong nhiếp ảnh và hoạt động vì lợi ích của nhiếp ảnh, Bộ Văn hóa và Nghệ thuật đã trao cho Hội Nhiếp ảnh Łódź các Giải thưởng vào năm: 1966, 1986, 1988. Trong những năm 1980–1988, Liên đoàn các Hội Nhiếp ảnh Nghiệp dư Ba Lan trao giải thưởng vinh danh ŁTF vinh danh các cống hiến trong lĩnh vực nhiếp ảnh. Nhiều thành viên thuộc Hội Nhiếp ảnh Łódź nhiều lần tham gia các cuộc thi ảnh và triển lãm sau cuộc thi (ở Ba Lan và nước ngoài), đạt được nhiều sự tán dương, huy chương, giải thưởng, danh hiệu, bằng cấp và thư chúc mừng.

## Hoạt động
Hội Nhiếp ảnh Łódź có không gian triển lãm riêng là Phòng trưng bày Ảnh Eugeniusz Haneman, mục đích là trình bày và quảng bá tác phẩm của thành viên, giới thiệu ảnh của các nhiếp ảnh gia Ba Lan và nước ngoài khác và phổ biến nhiếp ảnh như một lĩnh vực nghệ thuật. Một hình thức hoạt động khác của ŁTF là tổ chức các cuộc thi ảnh, chụp ảnh ngoài trời, trình chiếu đa phương tiện và hợp tác với nhiều hiệp hội và trung tâm văn hóa ở trong Ba Lan và nước ngoài (ví dụ như ở Bỉ, Cộng hòa Séc, Phần Lan, Tây Ban Nha).

## Vinh danh
- Huy hiệu danh dự của Thành phố Łódź (1980)